# Thomas Charles Hope
Pour les articles homonymes, voir Hope.
Thomas Charles Hope (21 juillet 1766-13 juin 1844) est un physicien et chimiste écossais.

## Biographie
Il montre en 1805 que la densité de l'eau est maximale à 4 °C. 
Professeur, il dispense, entre 1824 et 1840, de nombreux exposés à destination de jeunes étudiants en sciences à Poissy. Avec le maire Jean-François Senincourt, il tente de fonder, au sein de cette ville, une académie des sciences capable de rivaliser avec de grandes universités anglaises.